# Cerro El Tecajete
Cerro El Tecajete är ett berg i Mexiko.   Det ligger i kommunen Zempoala och delstaten Hidalgo, i den sydöstra delen av landet, 80 km nordost om huvudstaden Mexico City. Toppen på Cerro El Tecajete är 2 884 meter över havet, eller 324 meter över den omgivande terrängen. Bredden vid basen är 2,2 kilometer.
Terrängen runt Cerro El Tecajete är kuperad österut, men västerut är den platt. Runt Cerro El Tecajete är det ganska tätbefolkat, med 90 invånare per kvadratkilometer. Närmaste större samhälle är Ciudad Sahagun, 17,9 km söder om Cerro El Tecajete. Trakten runt Cerro El Tecajete består till största delen av jordbruksmark.